# واندا ویچا
واندا ویچا (انگلیسی: Wanda Wiecha؛ زادهٔ ۱۴ مهٔ ۱۹۴۶) بازیکن والیبال اهل لهستان است.